# Hans von Zwehl
Johann Hans von Zwehl fue un oficial prusiano que participó en la guerra franco-prusiana y en la I Guerra Mundial. En esta última sirvió como comandante del VII Cuerpo de Reserva.

## Biografía
Johann Hans von Zwehl nació en 1851. Se unió al ejército en 1870 y participó en la guerra franco-prusiana donde recibió la Cruz de Hierro (2.ª Clase). Después de la guerra permaneció en el ejército y ascendió de rango. En 1899 pasó a ser Oberst y tres años más tarde fue nombrado comandante de la 30.ª Brigada de Infantería. En 1902 fue promovido a Generalmajor. Cuatro años más tarde, pasó a ser Generalleutnant y comandante de la 13.ª División. Se retiró del ejército en 1909.
Von Zwehl retornó de su retiro cuando se inició la I Guerra Mundial y fue asignado para encabezar el VII Cuerpo de Reserva, que era parte del 2.º Ejército. Estuvo envuelto, y finalmente lideró, el sitio de Maubeuge. Recibió la rendición francesa y le fue concedida la prestigiosa Pour le Mérite el 8 de septiembre de 1914. En septiembre de 1915 su cuerpo fue transferido al 5.º Ejército y fue desplegado en la batalla de Verdún. Sufrió graves pérdidas durante la prolongada campaña de un año, y von Zwehl fue librado del mando en diciembre. Sirvió como Gobernador Militar de Amberes hasta el fin de la guerra. Obtuvo las hojas de roble de la Pour le Merite el 8 de septiembre de 1917. Von Zwehl escribió sobre historia militar y continuó escribiendo después de la guerra, siendo también el biógrafo autorizado de Erich von Falkenhayn. Murió en 1926.